# Кусанаги-но цуруги
Кусанаги-но цуруги (яп. 草薙剣) — мифический японский меч, фигурирующий во многих легендах. Является одним из символов власти японских императоров.

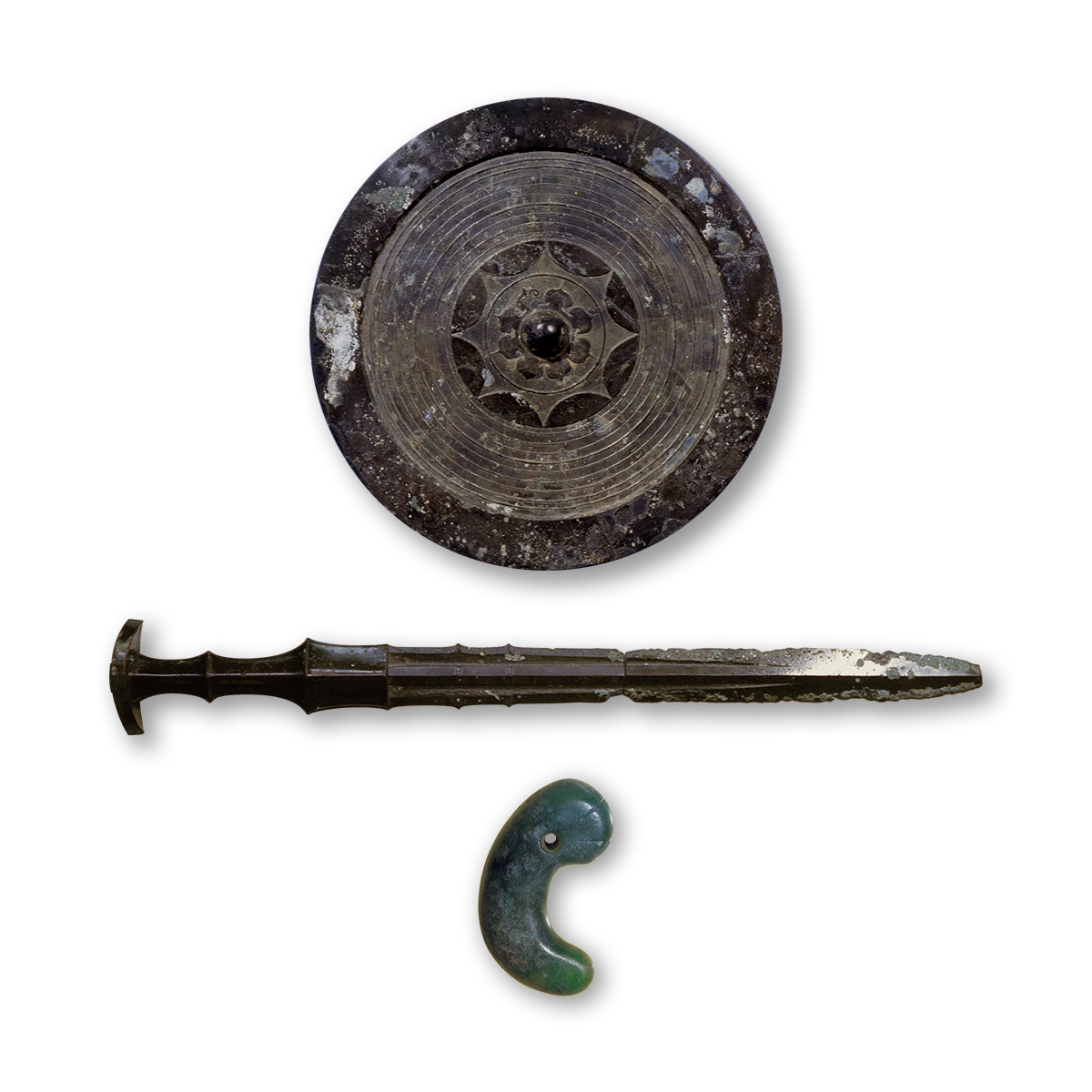
Императорские регалии в представлении художника

Традиционно название меча толковалось, как «Меч, скашивающий траву», но в XXI веке больше распространено толкование «Меч, [разящий] змея» (т.к. в древнеяпонском слово «наги» обозначало «змей»).
Согласно легенде, Кусанаги-но-цуруги был найден богом Сусаноо в теле убитого им чудовищного восьмиглавого змея Ямата-но ороти — когда Сусаноо рассёк труп змея своим мечом Тоцука-но цуруги, то в его хвосте обнаружил меч Кусанаги и подарил его сестре, богине солнца Аматэрасу. Позже этот меч был передан её потомку Ниниги-но Микото, а от него — принцу Хико-Хоходэми, более известному как Дзимму, ставшему первым императором Японии.
Согласно Нихон сёки, в I веке до н. э., в правление императора Судзина, из страха перед магической силой регалий меч вместе с зеркалом Ята-но-кагами отправили в храм Исэ, а в правление императора Кэйко — в Ацута-дзиндзя. Был потерян (утонул в морском сражении) во время войны Гэмпэй.